# Море Мале
Море Мале (лат. Mare Parvum) — ділянка на поверхні Місяця, що знаходиться на краю видимого місячного диска і до 1961 року входила до номенклатури об'єктів на поверхні Місяця. Ця назва не входить у сучасний офіційний список об'єктів на місячній поверхні, складений Міжнародним астрономічним союзом.

## Етимологія
Уперше назва «Море Мале» з'явилась під номером № 1348—1350 у каталозі Франца, виданому в 1913 році.
«Море Мале» під номером №2257a було включено у першу офіційну номенклатуру об'єктів на поверхні Місяця Міжнародного астрономічного союзу, видану Благг і Мюллером у 1935 році.
«Море Мале» було виключено з оновленої номенклатури, виданої Джерардом Койпером у 1961 році.